# 刁铺街道
刁铺街道，是中华人民共和国江苏省泰州市高港区下辖的一个乡镇级行政单位。

## 行政区划
刁铺街道下辖以下地区：
关桥社区、通太社区、环溪社区、万庄社区、大丰社区和界牌社区。